# モンテレー・アリーナ
モンテレー・アリーナ（Arena Monterrey）は、メキシコヌエボ・レオン州モンテレイに所在するスポーツアリーナおよびエンターテインメント会場。

## 用途
コンサート会場として使用される他、バスケットボール・サッカー・ボクシング・プロレスなどの試合が開催される。
また、2004年11月18日から21日にかけては第17回世界空手道選手権大会が開催された。

### バスケットボール
2004年5月、WNBA初のアメリカ国外試合としてデトロイト・ショック vs. サンアントニオ・シルバースターズを開催。
2006年10月、NBAのプレシーズンマッチとしてデンバー・ナゲッツ vs. ゴールデンステート・ウォリアーズを開催。

### ボクシング
2005年12月16日、ホルヘ・アルセが暫定王座の防衛に成功。2008年8月30日、当時スーパー王者であったクリスチャン・ミハレスが防衛に成功。2009年5月23日、西岡利晃が防衛に成功。また、無敗のまま死去したエドウィン・バレロは2010年2月6日、生涯最後の防衛戦に勝利した。